# Pływanie na Mistrzostwach Świata w Pływaniu 2019 – 4 × 100 m stylem zmiennym mężczyzn
Sztafeta 4 × 100 m stylem zmiennym mężczyzn – jedna z konkurencji, która odbyła się podczas Mistrzostw Świata w Pływaniu 2019. Eliminacje i finał miały miejsce 28 lipca.
Mistrzami świata zostali Brytyjczycy. Sztafeta w składzie: Luke Greenbank, Adam Peaty, James Guy i Duncan Scott czasem 3:28,10 pobiła rekord Europy. Srebrny medal zdobyli Amerykanie (3:28,45), a brązowy Rosjanie, którzy poprawili rekord swojego kraju (3:28,81).

## Rekordy
Przed zawodami rekordy świata i mistrzostw wyglądały następująco:
| Rekord                              | Reprezentacja     | Czas    | Miejsce        | Data                 |       |
| ----------------------------------- | ----------------- | ------- | -------------- | -------------------- | ----- |
| Rekord świata                       | Stany Zjednoczone | 3:27,28 | Rzym           | 2 sierpnia 2009      |       |
| Rekord mistrzostw świata            | Stany Zjednoczone | 3:27,28 | Rzym           | 2 sierpnia 2009      |       |
| Rekord świata juniorów              | Rosja             | 3:35,17 | Buenos Aires   | 10 października 2018 |       |
| Najlepszy wynik w stroju tekstylnym | Stany Zjednoczone | 3:27,95 | Rio de Janeiro | 13 sierpnia 2016     | [ 2 ] |

## Wyniki

### Eliminacje
Eliminacje rozpoczęły się 28 lipca o 10:50 czasu lokalnego.
| Miejsce | Wyścig | Tor | Państwo           | Zawodnicy                                                                                                 | Czas      | Uwagi |
| ------- | ------ | --- | ----------------- | --- | --------- | ----- |
| 1.      | 2      | 3   | Rosja             | Klimient Kolesnikow (53,75) Anton Czupkow (58,90) Michaił Wiekowiszczew (50,87) Władisław Griniew (47,20) | 3:30,72   | Q     |
| 2.      | 3      | 5   | Stany Zjednoczone | Matt Grevers (52,89) Michael Andrew (59,75) Jack Conger (51,70) Zach Apple (47,59)                        | 3:31,93   | Q     |
| 3.      | 2      | 4   | Japonia           | Ryosuke Irie (53,83) Yasuhiro Koseki (58,66) Naoki Mizunuma (51,76) Katsumi Nakamura (48,09)              | 3:32,34   | Q     |
| 4.      | 3      | 3   | Wielka Brytania   | Luke Greenbank (54,11) James Wilby (59,02) James Guy (51,41) Duncan Scott (47,81)                         | 3:32,35   | Q     |
| 5.      | 2      | 5   | Australia         | Mitch Larkin (53,47) Matthew Wilson (59,16) Matthew Temple (51,27) Clyde Lewis (48,60)                    | 3:32,50   | Q     |
| 6.      | 3      | 6   | Brazylia          | Guilherme Guido (53,35) João Gomes Júnior (59,68) Vinicius Lanza (51,66) Breno Correia (47,89)            | 3:32,58   | Q     |
| 7.      | 3      | 4   | Chiny             | Xu Jiayu (53,06) Yan Zibei (58,67) Li Zhuhao (52,19) He Junyi (49,50)                                     | 3:33,42   | Q     |
| 8.      | 3      | 2   | Niemcy            | Christian Diener (54,56) Fabian Schwingenschlögl (59,67) Marius Kusch (51,48) Damian Wierling (48,31)     | 3:34,02   | Q     |
| 9.      | 3      | 1   | Białoruś          | Mikita Cmyh (54,98) Ilja Szymanowicz (58,30) Jauhien Curkin (52,46) Artiom Maczekin (48,82)               | 3:34,56   |       |
| 10.     | 3      | 7   | Kanada            | Markus Thormeyer (54,36) Richard Funk (1:00,23) Joshua Liendo (52,09) Yuri Kisil (48,11)                  | 3:34,79   |       |
| 11.     | 2      | 2   | Litwa             | Danas Rapšys (54,66) Andrius Šidlauskas (59,51) Deividas Margevičius (52,53) Simonas Bilis (48,18)        | 3:34,88   |       |
| 12.     | 2      | 7   | Węgry             | Richárd Bohus (54,16) Dávid Horváth (1:01,99) Sebastian Sabo (51,00) Nándor Németh (47,96)                | 3:35,11   |       |
| 13.     | 2      | 6   | Włochy            | Simone Sabbioni (54,82) Nicolò Martinenghi (59,48) Federico Burdisso (52,10) Manuel Frigo (48,83)         | 3:35,23   |       |
| 14.     | 1      | 8   | Irlandia          | Shane Ryan (54,39) Darragh Greene (59,08) Brendan Hyland (53,11) Jordan Sloan (49,28)                     | 3:35,86   | NR    |
| 15.     | 3      | 8   | Holandia          | Nyls Korstanje (56,11) Arno Kamminga (59,28) Mathys Goosen (52,60) Jesse Puts (48,78)                     | 3:36,77   |       |
| 16.     | 1      | 4   | Turcja            | Metin Aydın (55,72) Berkay Öğretir (59,74) Ümitcan Güreş (52,52) Hüseyin Emre Sakçı (48,87)               | 3:36,85   | NR    |
| 17.     | 2      | 0   | Korea Południowa  | Lee Ju-ho (54,62) Moon Jae-kwon (1:00,78) Yun Seok-hwan (52,61) Yang Jae-hoon (48,96)                     | 3:36,97   | NR    |
| 18.     | 3      | 9   | Szwajcaria        | Roman Mityukov (54,62) Yannick Käser (1:00,59) Jérémy Desplanches (52,35) Nils Liess (49,42)              | 3:36,98   | NR    |
| 19.     | 1      | 3   | Chorwacja         | Anton Lončar (55,52) Nikola Obrovac (1:00,01) Nikola Miljenić (52,93) Bruno Blašković (48,72)             | 3:37,18   |       |
| 20.     | 1      | 5   | Izrael            | Jakow Tumarkin (54,36) Itay Goldfaden (1:01,09) Tomer Frankel (52,76) Meiron Cheruti (49,30)              | 3:37,51   |       |
| 21.     | 2      | 9   | Polska            | Radosław Kawęcki (55,10) Jan Kałusowski (1:02,17) Konrad Czerniak (52,01) Kacper Majchrzak (48,81)        | 3:38,09   |       |
| 22.     | 2      | 8   | Kazachstan        | Adil Kaskabay (56,83) Dmitriy Balandin (58,52) Adilbek Mussin (52,71) Alexandr Varakin (50,07)            | 3:38,13   |       |
| 23.     | 2      | 1   | Południowa Afryka | Christopher Reid (55,06) Michael Houlie (1:01,16) Chad le Clos (50,94) Ryan Coetzee (51,02)               | 3:38,18   |       |
| 24.     | 1      | 2   | Egipt             | Mohamed Samy (55,23) Youssef El-Kamash (1:00,97) Abdelrahman Sameh (53,99) Ali Khalafalla (48,84)         | 3:39,03   | NR    |
| 25.     | 1      | 6   | Chińskie Tajpej   | Chuang Mu-lun (55,89) Chen Chih-ming (1:01,67) Chu Chen-ping (53,41) Wang Yu-lian (49,89)                 | 3:40,86   | NR    |
| 26.     | 3      | 0   | Singapur          | Quah Zheng Wen (55,34) Lionel Khoo (1:02,44) Jonathan Tan Eu Jin (54,13) Darren Chua Yi Shou (49,67)      | 3:41,58   |       |
| 27.     | 1      | 7   | Hongkong          | Cheuk Yin Ng (58,48) Michael Ng Yu Hin (1:04,80) Nicholas Lim (54,95) Ian Ho Yentou (49,78)               | 3:48,01   |       |
| 28. !   | 1      | 1   | Malezja           | | 9:99,99 ! | DNS   |

### Finał
Finał rozpoczął się 28 lipca o 21:38 czasu lokalnego.
| Miejsce | Tor | Państwo           | Zawodnicy                                                                                             | Czas    | Uwagi |
| ------- | --- | ----------------- | --- | ------- | ----- |
| 1. !    | 6   | Wielka Brytania   | Luke Greenbank (53,95) Adam Peaty (57,20) James Guy (50,81) Duncan Scott (46,14)                      | 3:28,10 | ER    |
| 2. !    | 5   | Stany Zjednoczone | Ryan Murphy (52,92) Andrew Wilson (58,65) Caeleb Dressel (49,28) Nathan Adrian (47,60)                | 3:28,45 |       |
| 3. !    | 4   | Rosja             | Jewgienij Ryłow (52,57) Kiriłł Prigoda (58,68) Andriej Minakow (50,54) Władimir Morozow (47,02)       | 3:28,81 | NR    |
| 4.      | 3   | Japonia           | Ryosuke Irie (53,54) Yasuhiro Koseki (58,16) Naoki Mizunuma (51,16) Katsumi Nakamura (47,49)          | 3:30,35 |       |
| 5.      | 2   | Australia         | Mitch Larkin (53,16) Matthew Wilson (59,67) Matthew Temple (50,99) Kyle Chalmers (46,60)              | 3:30,42 |       |
| 6.      | 7   | Brazylia          | Guilherme Guido (53,20) João Gomes Júnior (58,80) Vinicius Lanza (51,29) Marcelo Chierighini (47,57)  | 3:30,86 |       |
| 7.      | 1   | Chiny             | Xu Jiayu (52,97) Yan Zibei (58,26) Li Zhuhao (51,72) Cao Jiwen (48,66)                                | 3:31,61 |       |
| 8.      | 8   | Niemcy            | Christian Diener (54,83) Fabian Schwingenschlögl (59,26) Marius Kusch (50,79) Damian Wierling (47,98) | 3:32,86 |       |